# Stenophrixothrix pallens
Stenophrixothrix pallens là một loài bọ cánh cứng trong họ Phengodidae. Loài này được Berg miêu tả khoa học năm 1885.